# Трецо сул'Ада
Трецо сул'Ада (итал. Trezzo sull'Adda) је насеље у Италији у округу Милано, региону Ломбардија.
Према процени из 2011. у насељу је живело 11782 становника. Насеље се налази на надморској висини од 181 м.

## Становништво
Према резултатима пописа становништва 2011. у општини је живело 11.883 становника.
| 1931. | 1936. | 1951. | 1961. | 1971. | 1981.  | 1991.  | 2001.  | 2011.  |
| ----- | ----- | ----- | ----- | ----- | ------ | ------ | ------ | ------ |
| 7.427 | 7.458 | 8.468 | 8.698 | 9.731 | 10.313 | 11.197 | 11.596 | 11.883 |

## Партнерски градови
- Чево